# 史蒂芬·瑞吉勒斯
史蒂芬·瑞吉勒斯（英語：Stephen Regelous）是紐西蘭電腦圖形軟體工程師，以開發特效軟體MASSIVE而知名，在2004年榮獲奥斯卡科学与工程奖。他也是Massive Software公司的創辦人。

## 生平
瑞吉勒斯主要靠自學成才，沒上過大學。他自小即夢想成為設計師。80年代中期開始對電腦動畫感興趣，利用業餘時間學習編程。而後他用積蓄買下了一家小軟體公司，開始編寫程序的職業。
瑞吉勒斯曾在彼得·傑克森的電影《神通鬼大》擔任技術總監，在這部電影結束製作時，傑克森準備開始製作改編自托爾金小說的電影《魔戒》，瑞吉勒斯應傑克森的要求，開始編寫一個用於製作電影中戰爭場面的軟體，他為此費時兩年，每星期工作五十個小時或以上，這個軟體被命名為「MASSIVE」，《魔戒》電影中許多戰爭場面的虛擬士兵都是用MASSIVE作出來的。
2005年，瑞吉勒斯在泰國曼谷設立了辦事處。

## 榮譽
- 奥斯卡科学与工程奖（2004年）[7]

## 外部連結
- 史蒂芬·瑞吉勒斯在互联网电影资料库（IMDb）上的資料（英文）
- MASSIVE官網（页面存档备份，存于）（英文）
- 访Massive编写者Stephen Regelous（页面存档备份，存于）